# Збірна Таджикистану з футболу
Збірна Таджикистану з футболу  — представляє Таджикистан на міжнародних футбольних змаганнях. Контролюється Футбольною федерацією Таджикистану. Вона ніколи не потрапляла на Чемпіонат світу з футболу або Кубок Азії. Станом на 3 квітня 2025 посідає 104-e місце у рейтингу футбольних збірних світу.

## Історія
Футбол проник на територію Таджикистану на початку XX століття. Тоді були створені футбольні команди в Душанбе і Худжанді, між якими почали проводитися міжміські матчі. Чемпіонат Таджицької РСР почав розігруватися з 1937 року, а розіграш Кубка Таджицької РСР став проводитися ще пізніше.
Аж до середини 1991 року Таджикистан входив до складу СРСР і мав свою збірну як і інші союзні республіки, які в основному проводили матчі всередині команд і збірних СРСР, зокрема в футбольних турнірах Літньої Спартакіади народів СРСР. Збірна Таджицької РСР брала участь у всіх розіграшах футбольного турніру Літньої Спартакіади народів СРСР. Футбольні клуби Таджикистану в ті часи також брали участь в чемпіонаті СРСР з футболу.
Після розпаду СРСР і здобуття незалежності Таджикистаном, була організована збірна Таджикистану нового скликання. Свої перші матчі збірна провела в 1992 році. Першою грою збірної Таджикистану став матч проти збірної Узбекистану (2:2), в рамках Кубку Центральної Азії 1992 ініційований ФІФА. Ці матчі офіційно зареєстровані ФІФА на основі того, що збірній Таджикистану було дозволено з 1992 року брати участь в турнірах, що проводяться під егідою ФІФА. На розіграші цього турніру в форматі ліги, збірна Таджикистану після другого туру відмовилася від участі в турнірі, через фінансові труднощі. У 1993 році збірна не проводила жодного матчу через розпал в Таджикистані громадянської війни і фінансових труднощів. У 1994 році Таджикистан був офіційно прийнятий до АФК і ФІФА. У 1995 році збірна також не проводила жодного матчу. Протягом 1990-х років збірна виступала нерегулярно через громадянську війну і брак фінансів. Зокрема, повністю пропущені сезони 1995, 2001 і 2002 років.
У 1996 році збірна зіграла лише два матчі в рамках кваліфікації до Кубку Азії 1996 проти збірної Узбекистану. Перший матч проходив в Душанбе і закінчився з розгромним рахунком 4:0 на користь збірної Таджикистану, а в другому матчі в Ташкенті збірна Узбекистану також розгромила Таджикистан з рахунком 5:0 і таким чином збірна Таджикистану не змогла отримати путівку на Кубок Азії 1996 року, який проходив в ОАЕ. У 1997-1999 роках збірна зіграла 15 матчів, з яких перемогу здобула в 7 матчах. У 2002 році у відбірковому матчі Чемпіонату світу збірна виграла з рекордним рахунком 16:0 у команди Гуаму, програвши потім з рахунком 0:2 Ірану. На 14 березня 2012 року збірна провела 98 офіційних матчів (включаючи ігри, проведені в 1992-1993 роках).

## Досягнення
Кубок виклику АФК
- Чемпіон (1): 2006
- Срібний призер (1): 2008
- Бронзовий призер (1): 2010

## Виступи на міжнародних турнірах

### Чемпіонат світу
| Фінальний раунд чемпіонатів світу | Фінальний раунд чемпіонатів світу | Фінальний раунд чемпіонатів світу | Фінальний раунд чемпіонатів світу | Фінальний раунд чемпіонатів світу | Фінальний раунд чемпіонатів світу | Фінальний раунд чемпіонатів світу | Фінальний раунд чемпіонатів світу | Фінальний раунд чемпіонатів світу |       | Відбірковий турнір | Відбірковий турнір | Відбірковий турнір | Відбірковий турнір | Відбірковий турнір | Відбірковий турнір |
| Рік                               | Результат                         | Місце                             | Матчі                             | В                                 | Н                                 | П                                 | ЗМ                                | ПМ                                | Матчі | В                  | Н                  | П                  | ЗМ                 | ПМ                 |                    |
| --------------------------------- | --------------------------------- | --------------------------------- | --------------------------------- | --------------------------------- | --------------------------------- | --------------------------------- | --------------------------------- | --------------------------------- | ----- | ------------------ | ------------------ | ------------------ | ------------------ | ------------------ | ------------------ |
| з 1930 по 1994                    | Входила в збірну СРСР             | -                                 | -                                 | -                                 | -                                 | -                                 | -                                 | -                                 |       |                    |                    |                    |                    |                    |                    |
| 1994                              | Не приймала участі                | -                                 | -                                 | -                                 | -                                 | -                                 | -                                 | -                                 |       |                    |                    |                    |                    |                    |                    |
| 1998                              | Не пройшла кваліфікацію           | -                                 | -                                 | -                                 | -                                 | -                                 | -                                 | -                                 | 6     | 4                  | 1                  | 1                  | 15                 | 2                  |                    |
| 2002                              | Не пройшла кваліфікацію           | -                                 | -                                 | -                                 | -                                 | -                                 | -                                 | -                                 | 2     | 1                  | 0                  | 1                  | 16                 | 2                  |                    |
| 2006                              | Не пройшла кваліфікацію           | -                                 | -                                 | -                                 | -                                 | -                                 | -                                 | -                                 | 8     | 4                  | 1                  | 3                  | 9                  | 9                  |                    |
| 2010                              | Не пройшла кваліфікацію           | -                                 | -                                 | -                                 | -                                 | -                                 | -                                 | -                                 | 4     | 1                  | 2                  | 1                  | 7                  | 4                  |                    |
| 2014                              | Не пройшла кваліфікацію           | -                                 | -                                 | -                                 | -                                 | -                                 | -                                 | -                                 | 6     | 2                  | 0                  | 4                  | 6                  | 14                 |                    |
| 2018                              | Не пройшла кваліфікацію           | -                                 | -                                 | -                                 | -                                 | -                                 | -                                 | -                                 | 6     | 0                  | 1                  | 5                  | 2                  | 20                 |                    |
| Всього                            | -                                 | 0/21                              | -                                 | -                                 | -                                 | -                                 | -                                 | -                                 | 25    | 12                 | 4                  | 10                 | 52                 | 31                 |                    |

### Кубок Азії
| Фінальний раунд | Фінальний раунд         | Фінальний раунд | Фінальний раунд | Фінальний раунд | Фінальний раунд | Фінальний раунд | Фінальний раунд | Фінальний раунд |       | Відбірковий раунд | Відбірковий раунд | Відбірковий раунд | Відбірковий раунд | Відбірковий раунд | Відбірковий раунд |
| Рік             | Результат               | Місце           | М               | В               | Н               | П               | ЗМ              | ПМ              | Матчі | В                 | Н                 | П                 | ЗМ                | ПМ                |                   |
| --------------- | ----------------------- | --------------- | --------------- | --------------- | --------------- | --------------- | --------------- | --------------- | ----- | ----------------- | ----------------- | ----------------- | ----------------- | ----------------- | ----------------- |
| 1992            | Не приймала участі      |                 | -               | -               | -               | -               | -               | -               |       |                   |                   |                   |                   |                   |                   |
| 1996            | Не пройшла кваліфікацію |                 | -               | -               | -               | -               | -               | -               | 2     | 1                 | 0                 | 1                 | 4                 | 5                 |                   |
| 2000            | Не пройшла кваліфікацію |                 | -               | -               | -               | -               | -               | -               | 3     | 2                 | 0                 | 1                 | 6                 | 5                 |                   |
| 2004            | Не пройшла кваліфікацію |                 | -               | -               | -               | -               | -               | -               | 6     | 2                 | 2                 | 2                 | 3                 | 5                 |                   |
| 2007            | Не пройшла кваліфікацію |                 | -               | -               | -               | -               | -               | -               |       |                   |                   |                   |                   |                   |                   |
| 2011            | Не пройшла кваліфікацію |                 | -               | -               | -               | -               | -               | -               |       |                   |                   |                   |                   |                   |                   |
| 2015            | Не пройшла кваліфікацію |                 | -               | -               | -               | -               | -               | -               |       |                   |                   |                   |                   |                   |                   |
| 2019            | Виступає у кваліфікації |                 | -               | -               | -               | -               | -               | -               |       |                   |                   |                   |                   |                   |                   |
| Всього          | -                       |                 | -               | -               | -               | -               | -               | -               | 11    | 5                 | 2                 | 4                 | 13                | 15                |                   |

- Під час проведення Кубка Виклику АФК 2010 розігрувалися путівки до Кубок Азії 2011.

## Головні тренери

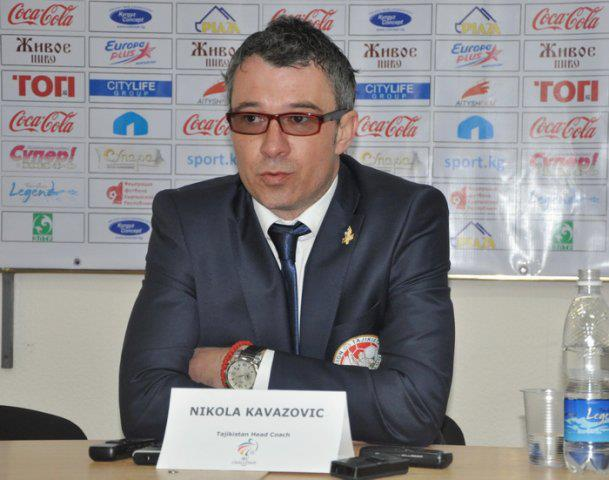
Нікола Кавазович тренував збірну Таджикистану в 2012-2013 роках